# ゲルディモンキー
ゲルディモンキー（Calloimico goeldii）は、マーモセット科ゲルディモンキー属に分類される霊長類。本種のみでゲルディモンキー属を構成する。

## 分布
エクアドル東部、コロンビア南部、ブラジル西部、ペルー東部、ボリビア北部

## 形態
体長21-31cm。尾長25-32cm。体重0.4-0.7kg。メスよりもオスの方がやや大型になる。全身は黒い体毛で被われる。後頭部や頬は体毛が伸長し、また白い体毛が混ざる。
腹面は体毛がまばらに生え白い皮膚が露出する。歯列が門歯が上下4本ずつ、犬歯が上下2本ずつ、小臼歯が上下6本ずつ、大臼歯が上下6本の計36本の歯を持つが第3大臼歯は小型。後肢第1趾を除いた指趾には鉤状の爪が生える。
出産直後の幼獣は成体に比べると相対的に小型。幼獣は後頭部や頬の体毛があまり伸長しない。

## 分類
形態（頭骨、歯列、爪）や生態（出産数、出産回数）からオマキザル科とマーモセット科の中間的な種あるいは原始的な特徴を残しつつ小型化した種と考えられている。

## 生態
内陸部（アマゾン川周辺も除く）にある周囲が発達した二次林や成熟林で覆われ下生えの密生したやや発達した二次林や竹林に生息する。2-11頭からなる群れを形成して生活するが、同じ群れに同性の成獣が2頭含まれることもある。また同科の他種と混群を形成する事もある。昼行性で、夜間になると茂みの中で休む。地表伝いに移動する事もあり、危険を感じると地表を走行して逃げる。
食性は雑食で、昆虫、クモ、カエル、小型爬虫類、果実、樹脂、キノコなどを食べる。大型の獲物は主に地表で捕食する。
繁殖形態は胎生。妊娠期間は150-160日。群れで地位の高い1-2頭のメスが、1回に1頭の幼獣を年に2回に分けて産む。

## 人間との関係
生息する環境が特殊かつ限定的であることから、開発による生息地の破壊による生息数の減少が懸念されている。